# Mirta Tundis
Mirta Tundis (La Tablada, Partido de La Matanza, Argentina; 7 de septiembre de 1956) es una periodista y política argentina, perteneciente al Frente Renovador, que se desempeñó como diputada nacional por la provincia de Buenos Aires entre 2013 y 2021.

## Biografía
Mirta Tundis nació en el barrio de Villa Insuperable, La Tablada, Partido de La Matanza; el 7 de septiembre de 1956. Hija de inmigrantes italianos, se crio en el mismo lugar durante toda su juventud. Cursó en escuela pública, en el Colegio N.º 7 República del Perú recibiéndose de Perito Mercantil a los 18 años.
En 1974 contrajo matrimonio teniendo al cabo de un año a su primer hijo, Sergio, y cinco años más tarde a Diego. En 1983 se separa de su entonces marido por violencia de género con quien oficialmente se divorcia en 1994. En 2010 su exmarido fallece y cinco años más tarde hace pública la denuncia por violencia que sufrió por parte de él, en donde relata que le ha pegado estando embarazada de siete meses y la ha amenazado con un revólver frente a sus hijos.
En 2019 se le diagnosticó un cáncer de médula tras sufrir varias molestias, enfermedad que hasta la actualidad sigue en tratamiento.

## Carrera periodística
En abril de 1990 comenzó su carrera como periodista, más allá de que no cuenta con título universitario. Se especializó en temas previsionales con intervenciones en el noticiero de Canal 13 y en 1993 en TN desde el inicio de la señal hasta 2013, donde condujo el programa Jóvenes de la Tercera Edad. Los conductores del noticiero eran César Mascetti y María Belén Aramburu, y se transmitía todos los mediodías.
Llegaría más adelante el Mirta Móvil, mediante el cual concurría todos los viernes a una plaza y atendía personalmente las consultas de los jubilados y de las personas que estaban en ese camino. En Radio Mitre participó en el programa de Néstor Ibarra en el 2003, en el 2004 con Lalo Mir, y en el 2007 con Santo Biasatti. Desde abril de 2008 condujo su propio programa Mirta te Acompaña por la señal Metro de Cablevisión.

## Carrera política
Se desempeñó en las Cajas de Jubilaciones a partir del año 1979 y pasó a la Secretaría de Seguridad Social en 1989. En el año 1990, comenzó a trabajar en la obra social de PAMI, colaborando con quien era el jefe de prensa del doctor Santiago de Estrada y la O.I.S.S. (Organización Iberoamericana de Seguridad Social) hasta el año 2013.

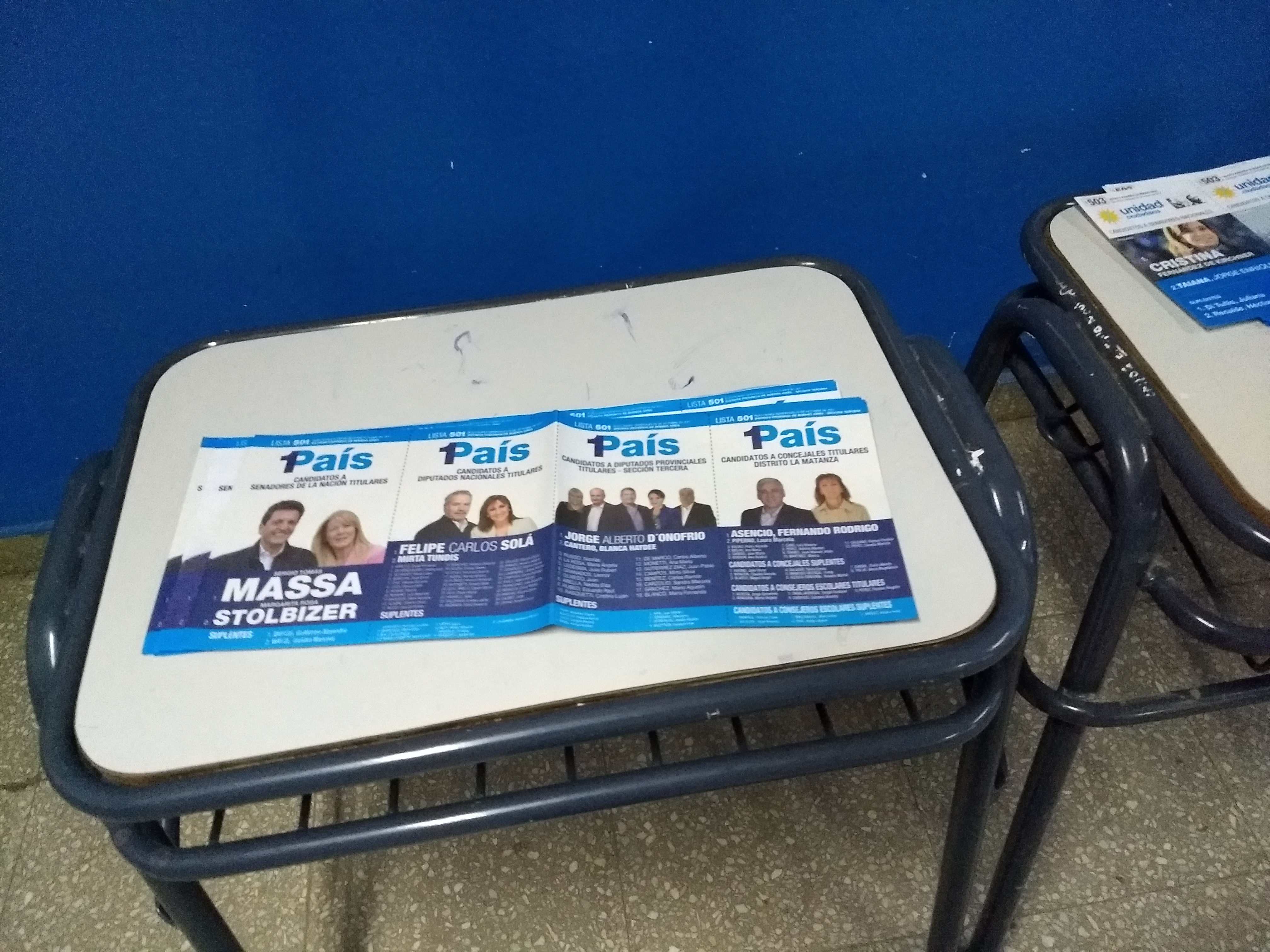
Boleta con la que Tundis logra su reelección en la Cámara.

### Diputada Nacional
Fue elegida en el año 2013 diputada nacional por la provincia de Buenos Aires en las listas del Frente Renovador y reelecta en el 2017 en las lista de 1País. Fue designada por sus pares como presidenta en la Comisión de Personas Mayores y vocal en las Comisiones de Discapacidad y en la Comisión de Previsión y Seguridad Social.
Se manifestó a favor de la Ley de Interrupción Voluntaria del Embarazo.
En 2019, Tundis se integró al junto con su partido el Frente Renovador en el Frente de Todos, que obtuvo la victoria en las elecciones presidenciales 2019. Tras el triunfo de la coalición, aclaró que su jefe "sigue siendo Sergio Massa".

## Controversias
Tundis recibió acusaciones de nepotismo por los cargos que ocupaban dos de sus hijos, un hermano y una nuera en el Programa de Atención Médica Integral (PAMI) con altos sueldos. También se mencionaba que su otra nuera se desempeñaba en la ANSES y que una sobrina era asesora en la Cámara de Diputados. Pese a que no se expresó al respecto, la política Graciela Camaño tildó de “infame operativo difamatorio” a estos datos y afirmó que las acusaciones respecto a nepotismo eran falsas, alegando que sus familiares habían ingresado a la administración pública mucho antes de 2013, cuando ella decidió comprometerse políticamente, y que sus hijos se casaron con personas que estaban trabajando en el organismo.